# Thénoyltrifluoroacétone
La thénoyltrifluoroacétone (TTFA) est un chélateur utilisé comme fongicide en agriculture depuis les années 1960. C'est un inhibiteur de la respiration cellulaire qui bloque la chaîne respiratoire au niveau la succinate déshydrogénase (complexe II). Il agit en se liant à la succinate déshydrogénase au niveau du site de réduction de la quinone, ce qui empêche l'ubiquinone de s'y lier.

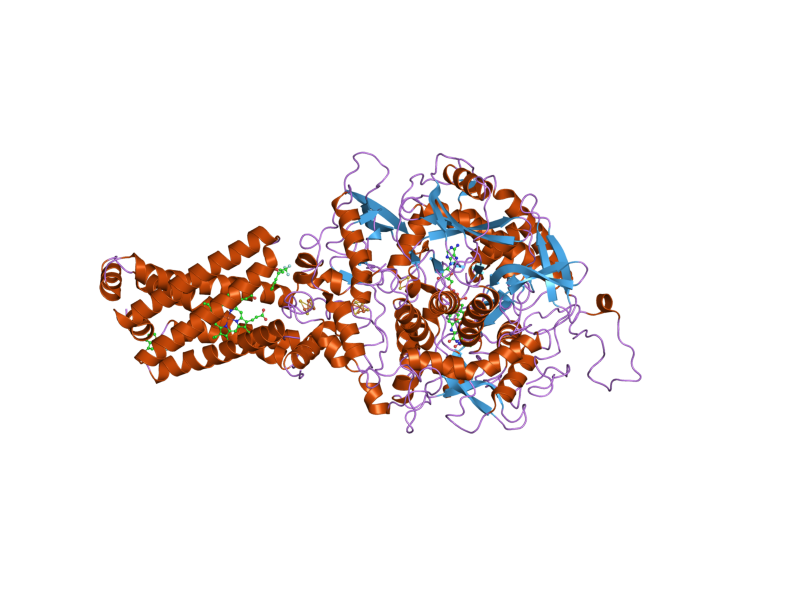
Structure de la succinate déshydrogénase liée à la TTFA.